# Love on Top
"Love on Top" je pjesma američke pjevačice Beyoncé s njenog četvrtog studijskog albuma "4" (2011). Knowles je napisala pjesmu s Teriusom Nashom i Sheom Taylor, dok su je producirale Knowles i Taylor. Dok je Knowles snimala ovu uptempo R&B i funk pjesmu, bila je inspirirana izvođačima kao što su Stevie Wonder, Whitney Houston i The Jackson 5, tako da se utjecaji njihove glazbe čuje u ovoj pjesmi. 
Glazbena kompozicija pjesme, kao i Knowlesini vokali na pjesmi su iznenadili glazbene kritičare. U srpnju 2011, pjesma se plasirala na treće mjesto u Sjevernoj Koreji. Knowles je izvela "Love on Top" na MTV Video Music Awards, kad je objavila svoju trudnoću na kraju nastupa. To je uzrokovalo veliki rast prodaje singla "Love on Top". Plasirala se na 75. mjesto liste singlova u Ujedinjenom Kraljestvu te 14. mjesto u Novom Zelandu. Također je debitirao na 20. mjesto američke liste singlova Billboard Hot 100 i tako postao drugi najviši debitanski nastup neke Beyoncine pjesme u njenoj karijeri. "Love on Top" se plasirao na 20. mjesto u Australiji, gdje je nagrađen platinskom certifikacijom.
Glazbeni video za pjesmu pokazuje Knowles zajedno s pet muških plesača, koji plešu u panthouse studiju u New York Cityju. Kritičari su pohvalili jednostavnost videa, mijenjanje odjeće te Knowlesinu djetinjasto ponošanje tokom videa. "Love on Top" je bila dio Knowlesine set liste za koncert 4 Intimate Nights with Beyoncé. 